# Jijel (distrito)
Jijel é um distrito localizado na província de Jijel, Argélia, e cuja capital é a cidade de mesmo nome, Jijel. A população total do distrito era de 134 839 habitantes, em 2008.

## Comunas
O distrito é composto por apenas uma comuna:
- Jijel